# Charles Ward (Politiker)

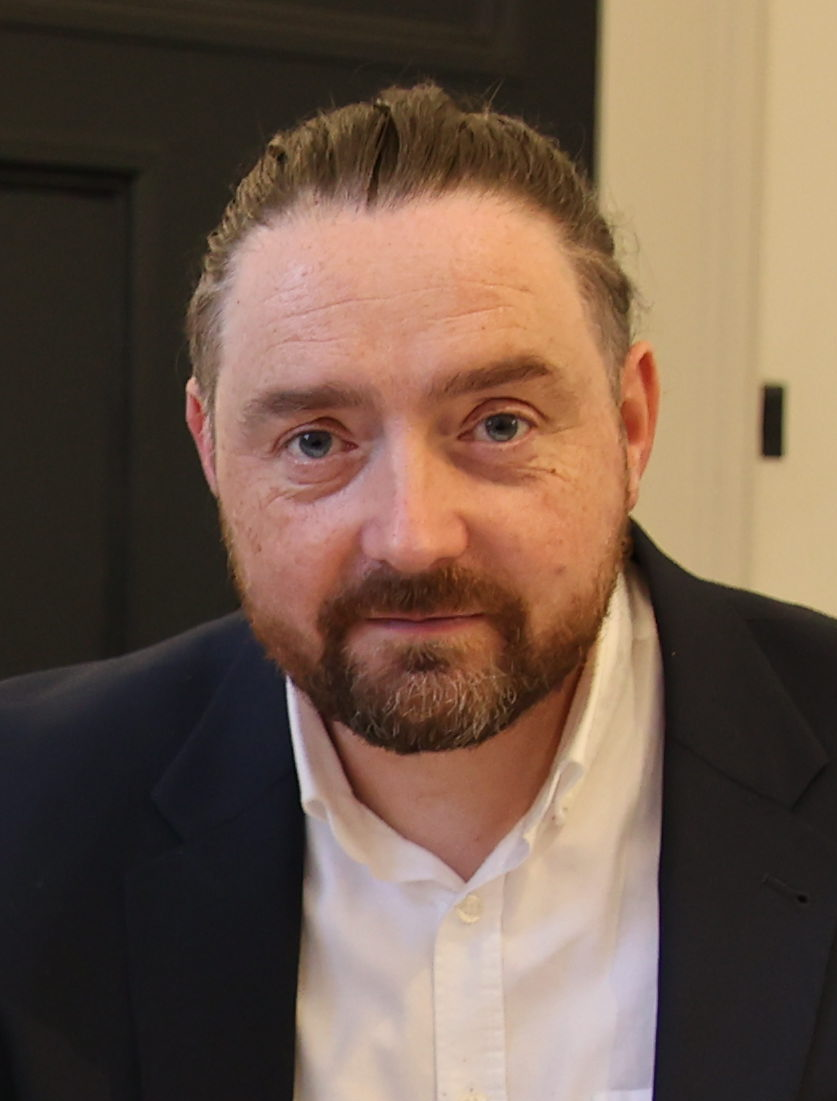
Charles Ward, 2024

Charles Ward (* 2. Juli 1977 auf Árainn Mhór, County Donegal) ist ein irischer Politiker der Partei 100% Redress, der seit 2024 Abgeordneter (Teachta Dála) im Unterhaus (Dáil Éireann) ist.

## Biografie
Ward, der als Pfleger in einem Pflegeheim in Convoy tätig war, baute bereits in jungen Jahren sein eigenes Haus in Drumkeen. Wie er waren viele Nachbarn von der Betonkrise durch Pyrrhotin betroffen. Er engagierte sich daraufhin bei der Partei 100 % Redress, die Unterstützung und Verantwortlichkeit des irischen Staates einforderte.
Bei der Wahl zum Donegal City Council im Juni 2024 blieb er erfolglos. Allerdings konnte er bei den Wahlen zum Dáil Éireann 2024 einen Sitz im Wahlkreis Donegal erringen.

## Privates
Charles Ward ist mit Angela verheiratet, mit der er vier Kinder hat.